# Diacyclops jasnitskii
Diacyclops jasnitskii – gatunek widłonoga z rodziny Cyclopidae. Opisała go w 1950 roku rosyjska (radziecka) zoolog Galina Fiodorowna Maziepowa, nadając mu nazwę Acanthocyclops jasnitskii. Miejsce typowe to jezioro Bajkał.